# Peugeot Tipo 10
El Peugeot Tipo 10 fue un automóvil de cinco asientos y cerrado en su parte superior (con estilo de carrocería similar a un coche familiar) producido desde 1894 a 1896 por Peugeot. Su motor era un bicilindro en  V que desplazaba 1645 cc. Se fabricaron tres unidades.